# Stanley Péan
Pour les articles homonymes, voir Péan.
Œuvres principales
- La Plage des songes
- Le Tumulte de mon sang
- Zombi Blues
- La nuit démasque
- Le Cabinet du Docteur K
- Jazzman
- Autochtones de la nuit
- Bizango

Stanley Péan, né le 31 mars 1966, est un écrivain québécois d'origine haïtienne,.

## Biographie
Descendant du poète Oswald Durand, Stanley Péan est né à Port-au-Prince le 31 mars 1966 et a grandi à Jonquière, dans la région du Saguenay Lac Saint-Jean, où ses parents se sont installés l'année de sa naissance,,. Stanley Péan fait paraître dès le milieu des années 1980 ses premières œuvres de fiction. Il collabore aussi à plusieurs revues littéraires et culturelles.
En 1986, en tant que membre du Cercle d'écriture de l'Université Laval (CEULa), il participe à la fondation de la revue de création L'écrit primal. L'année suivante, il se joint à ses confrères Jean Désy et Nando Michaud pour fonder les éditions du Palindrome, qui publie un premier recueil de nouvelles collectif: Meilleur avant: 31/12/99. En 1988, il publie son premier recueil de nouvelles, La plage des songes et autres récits d'exil (Éditions du CIDIHCA), bientôt suivi d'un premier roman, Le Tumulte de mon sang (Québec Amérique, 1991), favorablement accueilli par la critique et couronné par le Prix de la BCP du Saguenay Lac Saint-Jean en 1992,.
Suivront une demi-douzaine d'œuvres destinées au lectorat adolescent publiées aux éditions de la Courte échelle, dont L'appel des loups (1997) qui remporte le Prix de la CRSBP du Saguenay Lac Saint-Jean en 1997 et Le temps s'enfuit (1999) qui mérite le Prix M. Christie du meilleur roman pour adolescents en 2000,. Depuis, il a publié de nombreux autres ouvrages, dont le thriller Zombi Blues (La courte échelle, 1996) et la trilogie de recueils de nouvelles constituée de La nuit démasque (Planète rebelle, 2000), du Cabinet du Docteur K (Planète rebelle, 2001) et d'Autochtones de la nuit (La courte échelle, 2007). Son plus récent roman, Bizango, paraît en mars 2011 aux éditions Les Allusifs, dans la collection 3/4 Polar,.
À titre de commentateur littéraire, Stanley Péan collabore à de nombreux magazines et journaux ; de l'automne 1997 à l'automne 1998, il tient une chronique dans l'hebdomadaire culturel Ici Montréal et de 1999 à 2002, on peut le lire dans le quotidien La Presse. Il quitte son poste de chroniqueur en juin 2002, à cause du refus de ses supérieurs de publier son compte-rendu sévère sur le roman Ouf! de Denise Bombardier,,. Parallèlement à ces activités, il est membre des comités de rédaction du journal Le Libraire depuis 1998, trimestriel publié par un réseau de librairies indépendantes du Québec, et de la revue Alibis, consacrée à la littérature policière,,.
Homme de radio, il a notamment animé, de 2001 à 2004, le magazine littéraire Bouquinville sur les ondes de Radio-Canada. Depuis 2004, il anime et réalise des émissions sur le jazz à l'antenne d'Espace Musique, la chaîne musicale de Radio-Canada. En 2009, il devient l'animateur de l'émission de jazz quotidienne d'Espace Musique, du lundi au vendredi de 17 h 30 à 20 h, puis sur la chaîne rebaptisée ICI Musique. L'émission a pris le titre Quand le jazz est là; et pour la saison 2022-2023, elle voit sa durée et sa fréquence réduite: Quand le jazz est là est désormais diffusée du lundi au jeudi de 22 h 00 à minuit. Par contre, depuis le mois d'août 2022, Péan anime également à la même antenne La Boîte de jazz, une émission consacrée au jazz vocal diffusée le dimanche à 19 h 00. Et en janvier 2023, s'est ajoutée l'émission Soul, la nuit, diffusée tout de suite après Quand le jazz est là quatre fois par semaine, de minuit à une heure.
Porte-parole du Mouvement pour les arts et les lettres (MAL) à partir de l'hiver 2004, il est élu à la présidence de l'Union des écrivaines et des écrivains québécois (UNEQ) en décembre de la même année. Il est élu de nouveau pour un second mandat en 2006 puis un troisième en 2008, qui prendra fin en 2010. À ce titre, il a pris position contre Stephen Harper dans une volonté d'affirmer l'importance de la culture québécoise.
À partir de juin 2007, Stanley Péan contribue à la section musicale de l'hebdomadaire culturel Voir jusqu'à la disparition de la publication. Depuis l’automne de 2016, il collabore également à la revue trimestrielle d'essai et de création l’Inconvénient avec des chroniques sur le jazz. Sa série d'articles « Black and Blue: jazz et condition noire aux États-Unis » (reprise dans son ouvrage De préférence la nuit) lui vaut le Prix d'excellence de la SODEP dans la catégorie « Reportage et article de fond » en 2019. En 2020, De préférence la nuit mérite le Prix Victor-Barbeau de l'essai de l'Académie des lettres du Québec et vaut à son auteur une mise en nomination aux Prix littéraires du Gouverneur général.
Ambassadeur du Festival Jazz et Blues de Saguenay, président du conseil d'administration du Festival international de la littérature, il siège depuis l'hiver 2022 sur le comité sur la langue française de la ville de Montréal, présidé par Mme Louise Harel. En janvier 2023, il est nommé au conseil d'administration du Conseil des arts de Montréal en tant que représentant du secteur de la littérature.
Stanley Péan est le père de la poétesse et activiste Laura Doyle Péan et de Philippe Doyle Péan.

## Œuvres

### Romans
- Le tumulte de mon sang, Montréal, Québec Amérique, coll. « Roman 16/96 », 1991, 150 p.  (ISBN 2890375498).
- Zombi blues, Montréal, La Courte échelle, 1996, 317 p.  (ISBN 2890212580).
- Bizango, Montréal, Les Allusifs, coll. « 3/4 Polar », 2011, 294 p.  (ISBN 978-2-923682-20-4).

### Nouvelles
- La plage des songes et autres récits d'exil, Montréal, Éditions du CIDIHCA, 1988, 169 p.  (ISBN 2920862227). Réédition revue: Montréal, Mains libres, 2023, 184 p.  (ISBN 9782925197386)
- Sombres allées et autres endroits peu hospitaliers : treize excursions en territoire de l'insolite, Montréal, Édititons du CIDIHCA, coll. « Voix du sud », 1992, 214 p.  (ISBN 2920862677).
- Noirs désirs, Montréal, Leméac, coll. « Des bonheurs du jour », 1999, 101 p.  (ISBN 2760932214).
- La nuit démasque, Montréal, Planète Rebelle, 2000, 138 p.  (ISBN 2922528200).
- Le cabinet du Docteur K ; et autres histoires d'amours contrariées, Montréal, Planète Rebelle, 2001, 172 p.  (ISBN 2922528278).
- Cette étrangeté coutumière, Québec, J'ai vu, 2001, 48 p.  (ISBN 292276303X).
- Autochtones de la nuit, Montréal, La Courte Échelle, 2007, 227 p.  (ISBN 978-2-89021-892-5).
- Crépusculaires, Montréal, Mains libres, 2022, 204 p.  (ISBN 9782925197256).
- Cartes postales d'outre-monde, nouvelles illustrées par Jean-Michel Girard, Montréal, Mains libres, 2023, 270 p.  (ISBN 9782925197423).
- La pénombre propice, Montréal, Mains libres, 2025, 250 p. (à paraître en septembre 2025).

### Jeunesse
- L'emprise de la nuit, Montréal, La Courte Échelle, coll. « Roman + », 1993, 155 p.  (ISBN 2890212033).
- La mémoire ensanglantée, Montréal, La Courte Échelle, coll. « Roman + », 1994, 151 p.  (ISBN 2890212173).
- L'automne sauvage, Trécarré, 1994.
- Treize pas vers l'inconnu : nouvelles fantastiques, Saint-Laurent, Éditions Pierre Tisseyre, coll. « Conquêtes » 1996, 183 p.  (ISBN 2890516180).
- L'appel des loups, Montréal, La Courte Échelle, coll. « Roman + », 1997, 157 p.  (ISBN 2890212904).
- Quand la bête est humaine, Montréal, La Courte Échelle, coll. « Roman + », 1997, 151 p.  (ISBN 2890213110).
- Un petit garçon qui avait peur de tout et de rien, illustrations de Stéphane Poulin, Montréal, La Courte Échelle, coll. « Il était une fois », 1998, 24 p.  (ISBN 289021320X).
- Le temps s'enfuit, Montréal, La Courte Échelle, 1999, 155 p.  (ISBN 2890213501).

### Collaborations
- Meilleur avant 31/12/99, Québec, Le Palindrome, 1987.
- Les enfants d'Énéïde, Bruxelles, Éditions Phénix, coll. « Chimères », 1989.
- L'horreur est humaine, Québec, Le Palindrome, 1989.
- Complicités, sous la direction de Jean-Pierre Girard, Montréal, PAJE Éditeur & Revue STOP, 1991.
- Québec Kaléïdoscope, Montréal, PAJE Éditeur, 1991.
- Évasion, Montréal, Revue STOP, coll. « Jeunesse », 1992.
- Solitude des autres. Liens interculturels, sous la direction de Norma Lopèz-Therrien, Montréal, Éditions Logiques, coll. « Jeunesse », 1992.
- Coup de foudre, Montréal, Le Devoir/XYZ, 1993.
- Meurtre à Québec, Québec, L'Instant même, 1993. (ISBN 2-921197-22-7)
- Québec. Des écrivains dans la ville, sous la direction de Gilles Pellerin, Québec, L'Instant même, 1995.
- Nul n'est une île : solidarité Haïti, sous la direction de Rodney Saint-Éloi et Stanley Péan, Mémoire d'encrier, Montréal, 2004, 181 p.  (ISBN 2923153316).
- Un soleil en plein visage = The sun in the middle of your face, photographies de Katel Le Fustec, traduction en anglais par Stanley Péan et David Homel, Montréal, Éditions du CIDIHCA, 2015, 103 p.  (ISBN 9782894543337).
- Lush Life: errances et états seconds, photographies de Nicolas Lévesque, poèmes de Stanley Péan, Canopée / Festival jazz et blues de Saguenay, 2015.
- Fuites, Izabel Watson, tome 1, coscénarisé avec Jean-Michel Girard, dessins de Jean-Michel Girard, Montréal, Éditions Mains libres, 2021.  (ISBN 978-2-925197-02-7).
- Face à face, sous la direction de Sonia Sarfati, Druide, 2022,  (ISBN 9782897116002)

### Autres
- Toute la ville en jazz, Montréal, Tait d'Union, coll. « Topo », 1999, 245 p.  (ISBN 2922572056).
- Planète culture : les bonnes adresses culturelles dans Internet, Montréal, Planète Rebelle, 2000, 205 p.  (ISBN 2922528111).
- Taximan : propos et anecdotes recueillis depuis la banquette arrière, Montréal, Mémoire d'encrier, 2004, 94 p.  (ISBN 2923153189). En anglais: Taximan: stories and anecdotes from the back seat (translated by David Homel), Montréal, Linda Leith Publishing, 2018.
- Jazzman : chroniques autour d'une passion, Montréal, Mémoire d'encrier, coll. « En bref », 2006, 192 p.  (ISBN 292315343X).
- Module initiation à la musique jazz, Montréal, Conseil québécois de la musique, 2012, 6 p.  (ISBN 9782924158036).
- De préférence la nuit, essais, Montréal, Boréal, coll. « Liberté grande », 2019, 263 p.  (ISBN 9782764625934). En anglais: Black and Blue: Jazz Stories (translated by David Homel), Montréal, Véhicule Press, 2022.
- Michel Donato: Bleu sur le vif, biographie, Montréal, Mains libres, 2023, 474 p.  (ISBN 9782925197416)
- Noir satin, essais, Montréal, Boréal, coll. « Liberté grande », 2024, 208 p.  (ISBN 9782764628096)

### À titre d'auteur de chansons
Stanley Péan a aussi signé, au fil des trente dernières années, quelques textes chansons mis en musique par divers compositeurs et amis :
- Avec Vincent Potel, il a écrit en 1995 « Sucre amer », chanson destinée à sensibiliser les vacanciers québécois au sort réservé aux travailleurs haïtiens de l'industrie sucrière en République dominicaine, interprétée en français par Luc de Larochellière, en créole par Émeline Michel, en anglais par Karen Young et en espagnol par Irka Mateo[23].
- À l'invitation de Vincent Potel, il signe sur une musique de l'interprète José Paradis le texte de la chanson « Cœur en haute mer » qui figure sur le cd collectif Le Grand Cœur des choristes (2002), œuvre caritative  dont  tous  les  profits  ont été investis dans des  programmes  d’éducation  physique offerts aux ados par la YMCA d'Hochelaga-Maisonneuve[24].
- Il écrit le texte de L'Aventurier de l'air perdu créé par l'Orchestre symphonique de Laval sous la direction de Jean-François Rivest en 2003[25]
- Il écrit le texte de la chanson « When Love Is A Lie » (sur une musique d'Anthony Rozankovic), enregistrée par Florence K, initialement pour la trame sonore du film Live Once, Die Twice (Disparu)[26] puis reprise sur l'album Bossa Blue (2006).
- Sur une musique d'Anthony Rozankovic, il crée « Dolorès », la chanson-thème de son roman Bizango, offerte en téléchargement libre sur son blogue personnel pour souligner en musique la sortie de son roman[27]. La chanson est interprétée par Philippe Laloux (chant) et Benoît Charest (guitare).
- Avec Stephen Johnston, il signe, en 2009 « After All the Battles », en hommage à son ami l'écrivain et journaliste Paul Marchand, qui s'est enlevé la vie le 20 juin de cette année-là[28],[29].
- Il collabore à l'album Le Carré de nos amours (2010) de Sonia Johnson[30] avec deux textes de chansons, « Embrase-moi » et « Le temps n'arrange rien » (musique d'Anthony Rozankovic).
- Avec son ami et parfois traducteur, l'écrivain David Homel, il cosigne en 2011 l'adaptation en anglais de la chanson « S'évader » de la chanteuse pop soul française Jalane. La nouvelle version intitulée « Stolen Kiss » fait l'objet d'un vidéoclip en 2015; cependant, pour une raison obscure, la contribution de Péan et de Homel n'est pas créditée.
- Il collabore à l'album Triades (2012) de Sonia Johnson, Annie Poulain et Charles Biddle Jr[31] en écrivant le texte de la chanson « Conquistador » d'après une musique du saxophoniste Joel Miller.
- Sur l'album Le Cœur à l'endroit (2014) de Sonia Johnson, il signe le texte de la chanson « Comme sur une toile de Lemieux » mis en musique par la chanteuse et cosigne avec elle le texte de « Rue Liverpool » d'après le thème instrumental « Liverpool » d'Anthony Rozankovic précédemment enregistré par ce-dernier à la tête de son Tony Ambulance Band.
- Pour l'autrice-compositrice-interprète Diane Nalini, il écrit le texte de la chanson « Sans ailes », mis en musique par Nalini pour son album Future Perfect (2019)[32].
- À la chanteuse et compositrice Catherine LeBlanc, il offre le texte de la chanson « No Savior » qu'elle enregistre avec son groupe Anoesis en 2019. La chanson fera également l'objet d'un vidéoclip.
- Il collabore à nouveau avec Sonia Johnson au texte de la chanson « Prelude to Danger», qui figure sur l'album Chrysalis (2019).
- Il contribue au premier album de la formation Little Misty, album homonyme, avec deux textes de chanson, « Old Ghosts » et « Rain Won't Wait » (2020)
- Pour la pianiste, autrice-compositrice-interprète Lucie Roy, il écrit tous les textes de chanson de l'album What We Share (2020) puis tous ceux de la suite Now That Love Has Gone (2022).
- À la pianiste, autrice-compositrice-interprète Luce Bélanger, il offre le texte de la chanson « Fondu au Noir » qui figure sur l'album J'ai besoin de magnifique (2022).
- À la harpiste, autrice-compositrice-interprète Éveline (Éveline Grégoire-Rousseau), il offre le texte de deux chansons, « Superhéroïne » et « Ton vieux t-shirt » qui figure sur le deuxième album de l'artiste, Après la tempête (2024).

### Discographie
- Quand le jazz est là : Les coups de cœur de Stanley Péan, Montréal, Ici Musique, 2014[33].

### Médias audio-visuels
- Carnets d'un Black en Ayiti : Dans ce documentaire réalisé par Pierre Bastien (Productions Jeux d'enfants, 2018), on suit le retour au pays natal de Stanley Péan (à l'écran et comme narrateur), à l'hiver 1998, qui tente de comprendre la réalité haïtienne.
- 11, Summerset : Une série de treize épisodes destinés aux jeunes, créée par le réalisateur Pierre Blais (Trinôme Inter), scénarisée par Pierre (2 épisodes), Emmanuel Aquin (2 épisodes), Sonia Sarfati (4 épisodes) et Stanley Péan (5 épisodes). Tournée simultanément en français et en anglais, la série a été diffusée à l'antenne de Télé-Québec et de Space Channel à l'automne 2004.
- Exil : Film de fiction réalisé par Charles-Olivier Michaud (Les films du Boulevard, 2014), dont Stanley Péan a écrit et assure la narration en v.o. de ce road movie entre Port-au-Prince et Montréal. Voir ici la bande annonce.

### Baladodiffusion
- Chants de liberté :  Une série de cinq émissions qui retrace l'histoire du mouvement des droits civiques aux États-Unis au travers de l'histoire du jazz, du blues et du soul, diffusée pour la première fois en février 2013[34].
- À peine un petit air de jazz : lecture intégrale par Stanley Péan du recueil de nouvelles de Gilles Archambault paru aux éditions du Boréal, diffusée sur le site de Radio-Canada en 2017.
- Bootleg : une nouvelle diffusée à compter du 7 juin 2021 dans le cadre de Hors champ sur le site et l'application Oh Dio! de Radio-Canada. (Interprétation : Iannicko N’Doua ; réalisation : Michel Olivier Girard).

## Prix et honneurs
- 1991 : récipiendaire du Prix littéraire du CRSBP du Saguenay–Lac-Saint-Jean pour son roman Le Tumulte de mon sang[1]
- 1995 : récipiendaire avec sa collègue Chrystine Brouillet de la médaille de la culture française décernée le 22 juin 1995 par la section québécoise de la Renaissance française, organisme voué au développement et à la qualité de la langue française à travers le monde[35].
- 1998 : récipiendaire du Prix littéraire du CRSBP du Saguenay–Lac-Saint-Jean pour son roman L'Appel des loups[1]
- 1999 : récipiendaire d'un des Prix littéraires du Salon du livre du Saguenay-Lac-Saint-Jean, catégorie Essais et ouvrages d'intérêt général, pour son essai Toute la ville en jazz[1]
- 2000 : récipiendaire de la Médaille Raymond-Blais[2] attribuée par l’Association des diplômés de l’Université Laval à un certain nombre de ses membres en reconnaissance de leur façon remarquable de s’illustrer dans leur jeune carrière et de faire ainsi rayonner leur alma mater
- 2000 : récipiendaire du Prix du livre M. Christie pour Le temps s’enfuit[9]
- 2007 : écrivain honoré par le Salon du livre du Saguenay-Lac-Saint-Jean, pour ses vingt ans de carrière littéraire récipiendair
- 2008 : récipiendaire du Prix Olivier-Le Jeune décerné dans le cadre du Mois de l'Histoire des noires, sur recommandation de la Table régionale d'organismes associés et l'Association des communautés culturelles et des artistes pour son apport à l'essor et à l'intégration de la communauté noire dans la région de Québec.
- 2008 : finaliste au Prix littéraire du Salon du livre du Saguenay-Lac-Saint-Jean, catégorie Théâtre, récit et poésie, pour son recueil de nouvelles Autochtones de la nuit
- 2019 : lauréat du prix d'excellence de la SODEP pour sa série d'articles "Black and Blue: jazz et condition noire aux États-Unis" publiée dans les pages du magazine L'Inconvénient
- 2020 : récipiendaire du Prix Victor-Barbeau de l’Académie des lettres du Québec, pour son essai De préférence la nuit[36]
- 2020 : finaliste au Prix du Gouverneur général, catégorie essai pour De préférence la nuit[37]
- 2022 : lauréat du Prix Bruce-Lundvall, décerné par le Festival international de jazz à une personnalité non-musicienne ayant contribué de manière exceptionnelle au rayonnement et à la promotion du jazz[38].
- 2023 : président d'honneur du 35e Salon du livre de Trois-Rivières, tenu du 23 au 26 mars.